# Periprocto
Periprocto (do grego clássico: perí, "ao redor" + proktós, "ânus") é a designação dada em zoologia à região do corpo dos ouriços-do-mar que rodeia o ânus,. estrutura que na maior parte dos casos ocupa a posição apical da face aboral (oposta à boca) do corpo do animal, e ao segmento final do corpo dos anelídeos (onde se localiza o ânus).